# شرکت راه‌آهن جمهوری اسلامی ایران
شرکت راه‌آهن جمهوری اسلامی ایران یکی از شرکت‌های زیرمجموعه وزارت راه و شهرسازی است که وظیفه نگهداری و تعمیر و همچنین بهره‌برداری از شبکه راه‌آهن ایران را برعهده دارد.
کشور ایران، اکنون دارای ۱۵۹۵۱ کیلومتر (پایان سال ۱۴۰۳) شبکه راه‌آهن استاندارد و ۹۶ کیلومتر (میرجاوه-زاهدان) خطوط آهن عریض است. جبارعلی ذاکری از شهریور ۱۴۰۳ مدیرعامل این شرکت است.

## تاریخچه
این شرکت، سهامی خاص است که به موجب قانون مصوب مجلس شورای ملی ایران در ۱۶ اسفند ۱۳۵۵ تأسیس گردیده و در این اساسنامه شرکت نامیده شده است.
در این اساسنامه آمده است:
شرکت راه‌آهن ایران، شرکتی است وابسته به وزارت راه و ترابری که به صورت بازرگانی اداره شده و کلیه عملیات خود را بر طبق مفاد این اساسنامه ودر مواردی که در اساسنامه تعیین تکلیف نشده باشد طبق مقررات قانون تجارت عمل خواهد نمود.
مدت شرکت نامحدود و مرکز آن تهران می‌باشد.
شرکت دارای شخصیت حقوقی و استقلال مالی است.

سرمایه اولیه شرکت ده میلیارد ریال است که کلاً متعلق به دولت می‌باشد و ازمحل دارایی راه‌آهن دولتی ایران تأمین می‌گردد.

## توسعه خطوط آهن
شرکت ساخت و توسعه زیربناهای ترابری کشور از زیرمجموعه‌های وزارت راه است و معاونت ساخت و توسعه راه‌آهن، بنادر و فرودگاه‌ها از معاونت‌های این شرکت است که به کار ساخت خطوط آهن جدید اشتغال دارد. در سال 1402، طول خطوط راه آهن ایران به بیش از 15 هزار کیلومتر رسید.

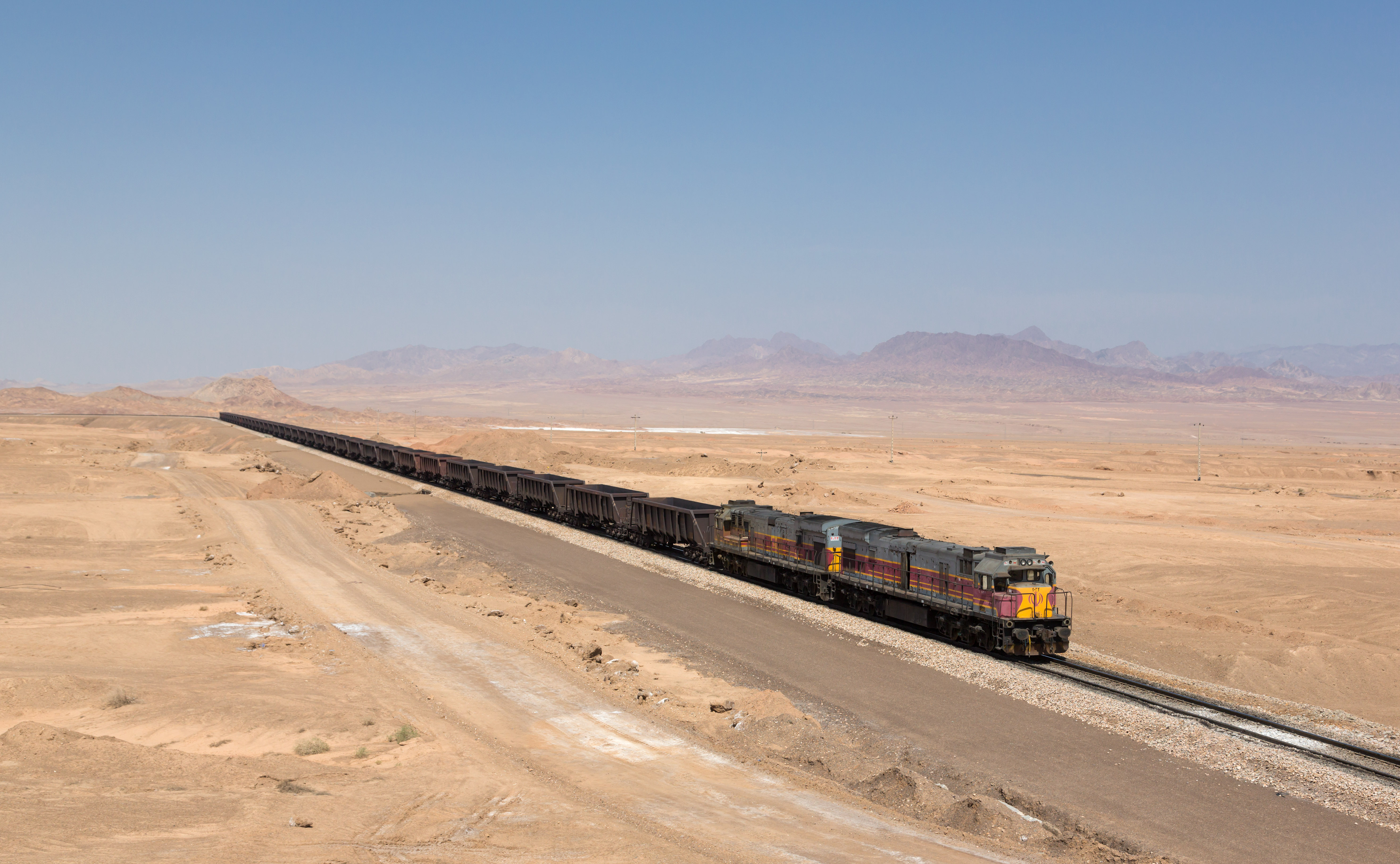
نگاره‌ای از یک لوکوموتیو سری جی‌ئی یو۳۰سی متعلق به راه‌آهن ایران در حال انتقال بار سنگ آهن در منطقه‌ای میان بافق و یزد.

1. طول خطوط اصلی: ۱۱۰۶۱ کیلومتر (سال ۱۳۹۶، کیلومتر با عرض ریل پهن) ۹۰۲۰٫۵ کیلومتر خط اصلی ۲۰۴۰٫۵ کیلومتر خط دوم است. (سال ۹۶).
2. طول خطوط فرعی (تجاری صنعتی و مانوری): ۳۰۱۷ کیلومتر (سال ۹۶)
3. طول خطوط برقی (جلفا-تبریز): ۱۴۸ کیلومتر
4. طول خطوط دوم (دو خطه): ۲۰۴۰٫۵ کیلومتر (سال ۹۶)
5. تأسیسات تعویض بوژی (هزار چرخ) واقع در ایستگاه مرزی بین‌المللی جلفا و سرخس که برای ترانزیت بار یا واگنهای خالی به کار می‌رود. در هر ۲۴ ساعت و در دو نوبت کاری می‌توان حدود ۲۰۰ واگن (هر واگن دارای ۴ محور یا ۲ بوژی) را تعویض کرد.
6. پایانه‌های حمل کانتینر با تجهیزات بلند کردن و جابجا کردن واقع در پایانه‌های بندر امام خمینی و بندرعباس و ایستگاه‌های راه‌آهن در مهرآباد، جلفا، سهلان و غیره
7. طول معادل خطوط (یک خطه و دو خطه) ۱۱۰۶۱ کیلومتر
8. طول خطوط مانوری: ۱۹۵۷ کیلومتر (سال ۹۶)
9. طول خطوط صنعتی تجاری: ۱۰۵۹ کیلومتر (سال ۹۶)

جمع کل خطوط (با احتساب خطوط فرعی، ایستگاه‌ها و مانوری‌ها ۱۴۰۷۸ کیلومتر در پایان سال ۱۳۹۶ است. (برنامه‌ریزی شرکت راه‌آهن)

### بهره‌برداری
راه‌آهن جمهوری اسلامی ایران در پایان سال ۱۳۹۴ در حدود ۹۲۱۵ نفر پرسنل داشته که در ۱۹ اداره کل مناطق، ۵۰ (اداره کل، دفتر، پروژه) بنام واحدهای ستادی مستقر در مرکز فعالیت می‌کنند. تقسیم‌بندی شرکت بر اساس مناطق (زیر نظر روسای ادارات کل) و همچنین صورت گرفته است. این شرکت علاوه بر مسئولیت بهره‌برداری از خطوط، مسئول حفظ، نگهداری و تعمیر خطوط نیز است.
ایستگاه‌های بین‌المللی آزاد: اهواز، سهلان، تبریز، جلفا، نیک پسندی، مهرآباد، تهران، اصفهان، بندرعباس، سرخس، منهد (از مرز رازی)
در سال ۱۳۹۶ تعداد ۲۴٬۴۸ میلیون مسافر و ۳۰٬۲۹۹ میلیون تن بار به وسیله راه‌آهن جابجا شده است.

## بهره‌وری
به اعتقاد کارشناسان، این شرکت برای ایفای نقش در راه‌گذر بین‌المللی شمال–جنوب و ادامه حیات، نیازمند چابک سازی و کاهش هزینه‌ها است. از سوی دیگر نیاز است تا تعرفه حمل بار در این شرکت با مسیر کشورهای رقیب قابل رقابت باشد.

### پروژه‌های در دست ساخت
| - سنندج-مریوان-مرز باشماق-سلیمانیه-کرکوک-اربیل - دورود-بروجرد-ملایر - همدان-ملایر - دورود-خرم‌آباد - خوشاب-سبزوار - شیراز-بوشهر-عسلویه - شیراز-فسا-بندرعباس - شیراز-فسا-سیرجان - بندر امام خمینی-خرمشهر-بصره - مشهد-بیرجند-زاهدان | - رشت-آستارا - بندر کاسپین-بندر انزلی - خاوران-تبریز - کرمانشاه-خانقین - مشهد-گرگان - مشهد-فریمان-تربت جام-مرز دوغارون تایباد - میانه-اردبیل - چابهار-زاهدان - اراک-خمین-اصفهان |

## ادارات کل نواحی راه‌آهن ایران
| 1. آذربایجان (تبریز) 2. اراک 3. اصفهان 4. تهران 5. جنوب (اهواز) 6. جنوب شرق (زاهدان) 7. خراسان (مشهد) 8. لرستان (دورود) 9. هرمزگان (بندر عباس) 10. یزد | ۱۱. زاگرس (اندیمشک) ۱۲. شرق (طبس) ۱۳. شمال ۱ (ساری) ۱۴. شمال شرق ۱ (شاهرود) ۱۵. شمال شرق ۲ (گرگان) ۱۶. شمال غرب (زنجان) ۱۷. فارس (شیراز) ۱۸. قم ۱۹. کرمان ۲۰. غرب (همدان) ۲۱. شمال ۲ (رشت) | \| نواحی راه آهن ایران - ن - ب - و \| نواحی راه آهن ایران - ن - ب - و \| \| ----------------------------------------------------------------------------- \| ------------------------------- \| \| نواحی راه‌آهن جنوب \| \| \| - راه‌آهن اراک - راه‌آهن لرستان - راه‌آهن جنوب \| \| \| نواحی راه‌آهن شمال \| \| \| - راه‌آهن شمال - راه‌آهن تهران \| \| \| نواحی راه‌آهن غرب \| \| \| - راه‌آهن زنجان - راه‌آهن آذربایجان \| \| \| نواحی راه‌آهن شرق \| \| \| - راه‌آهن شمالشرق - راه‌آهن خراسان - راه‌آهن شرق \| \| \| نواحی راه‌آهن جنوبشرق \| \| \| - راه‌آهن اصفهان - راه‌آهن یزد - راه‌آهن جنوبشرق - راه‌آهن شیراز - راه‌آهن هرمزگان \| \| |
| نواحی راه آهن ایران | | |
| نواحی راه‌آهن جنوب | | |
| - راه‌آهن اراک - راه‌آهن لرستان - راه‌آهن جنوب | | |
| نواحی راه‌آهن شمال | | |
| - راه‌آهن شمال - راه‌آهن تهران | | |
| نواحی راه‌آهن غرب | | |
| - راه‌آهن زنجان - راه‌آهن آذربایجان | | |
| نواحی راه‌آهن شرق | | |
| - راه‌آهن شمالشرق - راه‌آهن خراسان - راه‌آهن شرق | | |
| نواحی راه‌آهن جنوبشرق | | |
| - راه‌آهن اصفهان - راه‌آهن یزد - راه‌آهن جنوبشرق - راه‌آهن شیراز - راه‌آهن هرمزگان                                                                          | | |

## شرکت‌های ریلی

### قطارهای باری
| - بهتاش سپاهان - آسیا سیر ارس - راه‌آهن شرقی بنیاد - سمند ریل - حمل و نقل چند وجهی سایپا (سایپا لجستیک) - قطارهای جوپار - آلومینیوم ایران (ایرالکو) | - راه‌آهن حمل و نقل - خدمات مهندسی ساختمان و تأسیسات راه‌آهن (بالاست) - پارسیان ریل شرق - گهر ریل ایثار - شرکت ناوگان ریل الوند نیرو - شرکت احیاء ریل ایرانیان |

### قطارهای مسافری

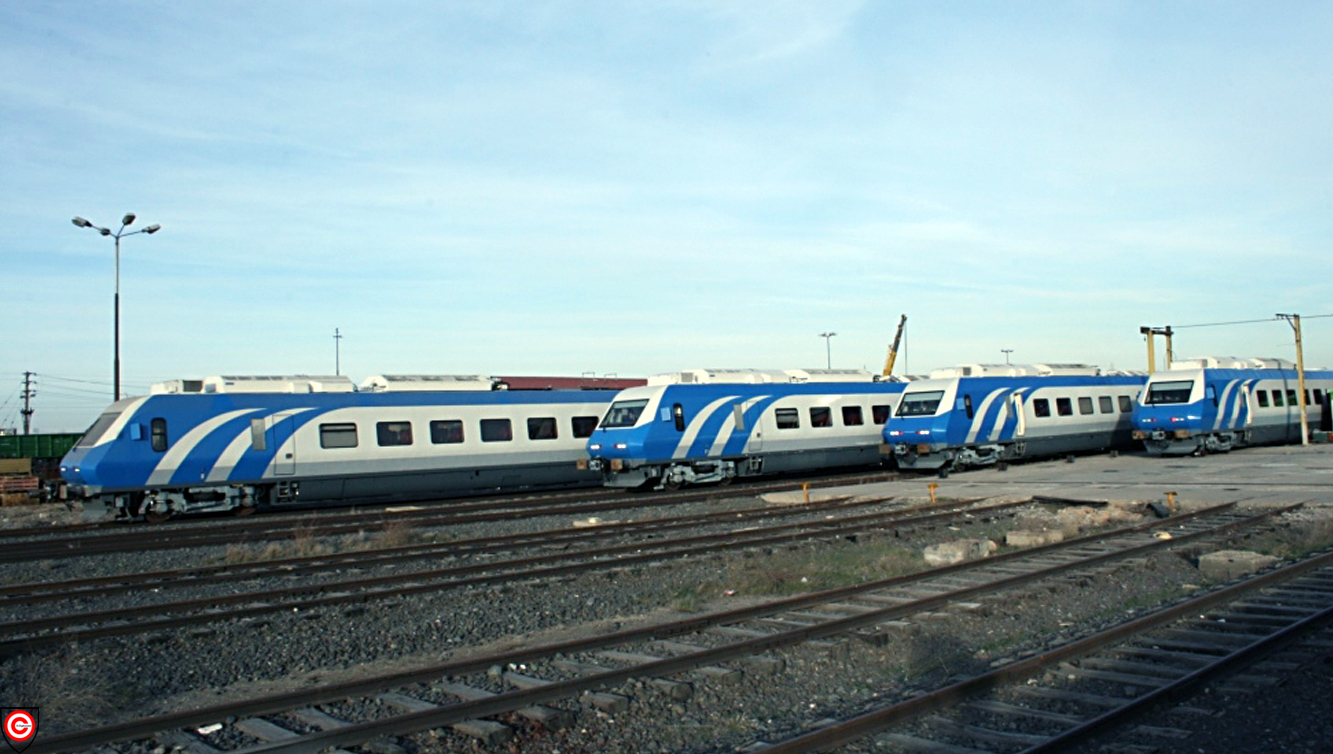
قطار مسافربری خودکشش ترن‌ست با نام تجاری پردیس در مالکیت شرکت حمل و نقل ریلی رجا

| - رجا - ریل پرداز نوآفرین (قطارهای فدک) - قطارهای حومه‌ای (شرکت راه‌آهن) - جوپار - پارس لاریم - نورالرضا (قطارهای نور) | - سفیر ریل - راه‌آهن شرقی بنیاد (بن ریل) - رعد تبریز - ریل سیر کوثر - مهتاب سیر جم - ریل ترابر سبا - وانیا ریل |  |